# Pierre Attaingnant
Pierre Attaingnant (ou Attaignant), né vers 1494 et mort en 1551 ou 1552, est un imprimeur-libraire français établi rue de la Harpe à Paris. Il invente en 1528 un procédé d'impression de la musique par caractères mobiles et devient le premier et principal éditeur de musique en France.

## Biographie
Arrivé de Douai, Attaingnant fait son apprentissage chez l'imprimeur et graveur sur bois Philippe Pigouchet, un des deux principaux imprimeurs sur la place de Paris à cette époque, suivant de peu l'invention de l'imprimerie à caractères mobiles par Johannes Gutenberg (1451). En 1514 il est décrit dans un acte notarié comme étant « libraire, vivant à Paris » et épouse la fille de Pillippe Pigouchet. La première publication connue de Pierre Attaingnant, vers 1525, est un bréviaire destiné au chapitre de Noyon.
À cette époque, la musique était très majoritairement manuscrite et l'impression de la musique commençait tout juste à se réaliser, notamment en Italie avec Ottaviano Petrucci, mais à l'aide d'un procédé complexe et coûteux. Une première opération consistait à imprimer globalement les lignes de la portée musicale, puis les notes étaient imprimées en sur-impression, suivi dans une troisième opération des textes. En France, il n'existait pas encore d'imprimerie de partitions musicales, alors que le répertoire de chansons de compositeurs français est très populaire à l'époque, et est même un des principaux sujets d'édition de Petrucci en Italie.
En 1528, il met au point un procédé permettant l'impression de la musique avec des caractères mobiles et en une seule opération. Le premier volume publié cette même année est un recueil de chansons de Clément Jannequin. Il obtient en 1538 la charge de libraire et imprimeur du roi.
Les recueils qu'il publie se composent de livres de motets, de messes, de chansons, et de tablatures pour luth, orgue, manicordions et épinette.

### Partitions gratuites
- « Attaingnant, Pierre » (partitions libres de droits), sur l'IMSLP
- Partitions libres de Pierre Attaingnant dans Choral Public Domain Library (ChoralWiki)
- Partitions libres (Kantoreiarchiv)